# AM Sportscars
AM Sportscars Limited, zuvor A & M Sportscars, ist ein britischer Hersteller von Automobilen.

## Unternehmensgeschichte
Adrian Morley und Malcolm Davey gründeten 1996 das Unternehmen A & M Sportscars in Redditch in der Grafschaft Worcestershire. Sie begannen mit der Produktion von Automobilen und Kits. Der Markenname lautete AM. Als Morley das Unternehmen verließ, benannte es Davey in AM Sportscars Limited um. Inzwischen gehört es zu Davey Automotive Engineering. Insgesamt entstanden bisher etwa 19 Exemplare.

## Fahrzeuge
Ein Modell ist der EX 2. Die Basis bildet ein Semi-Spaceframe-Rahmen. Darauf wird eine Coupé-Karosserie aus Fiberglas montiert. Verschiedene Vierzylindermotoren von Vauxhall Motors mit 1300 cm³ bis 2000 cm³ Hubraum sind in Mittelmotorbauweise montiert und treiben die Hinterräder an. Das Getriebe hat fünf Gänge.
Das Unternehmen selbst nennt auch das Modell Imola.